# Anjanette Kirkland
Anjanette Kirkland (* 24. Februar 1974 in Pineville, Louisiana) ist eine US-amerikanische Leichtathletin.
Sie gewann überraschend die Goldmedaille über 100 Meter Hürden bei den Weltmeisterschaften 2001 in Edmonton.
Außerdem wurde sie über 60 Meter Hürden 2001 Hallenweltmeisterin in Lissabon.

## Persönliche Bestzeiten
- 100 m Hürden – 12,42 s